# Boeing YC-14
Die Boeing YC-14 war ein vom US-amerikanischen Flugzeughersteller Boeing gebautes experimentelles Transportflugzeug der United States Air Force. Die zwei gebauten Prototypen sowie die beiden konkurrierenden McDonnell Douglas YC-15 wurden von 1976 bis 1977 als möglicher Ersatz für die C-130 Hercules im Rahmen des Advanced-Medium-STOL-Transport (AMST)-Programms erprobt. Das Testprogramm des Schulterdeckers wurde im Sommer 1977 beendet, zu einer Serienfertigung kam es nach Einstellung des gesamten Programms nicht mehr.

## Geschichte

### Entwicklung
1971 legte die United States Air Force die Anforderungen für ein neues Flugzeug fest, das die zu dieser Zeit bereits fast 20 Jahre alten C-130 Hercules-Transporter ersetzen sollte. Neun Hersteller wurden an der Ausschreibung beteiligt, von Bell, Boeing, Fairchild, Lockheed und McDonnell Douglas lagen bis zum Ende der Ausschreibungsphase am 31. März Angebote vor. Am 10. November wurden an McDonnell und Boeing die Aufträge zum Bau von zwei Erprobungsmustern erteilt. Nach einer weiteren Studienphase, in der die Anforderungen an das Flugzeug leicht reduziert wurden, begann man am 10. Januar 1973 mit der Entwicklung des Flugzeugs unter der internen Modellnummer 953. Boeing erhielt dazu einen Etat von 96,2 Millionen US-Dollar. Zum Jahreswechsel 1973/74 war die Fortführung des AMST-Programms jedoch ungewiss, die Arbeiten bei Boeing und McDonnell standen kurzzeitig nahezu still, da man auf neue Gelder des Verteidigungsministeriums warten musste. Der Entwicklungsetat von Boeing wurde nach der Bestätigung des Programms auf 105,9 Millionen Dollar aufgestockt.
Um die in der Ausschreibung geforderten Kurzstarteigenschaften zu erreichen, setzten die Boeing-Konstrukteure auf das „Upper Surface Blowing“-Konzept, bei dem der Abgasstrahl der beiden Triebwerke durch den Coandă-Effekt über die Flügeloberseite geführt wurde. Bei Versuchen im Windkanal der NASA in Langley hatte sich dieses Konzept als vielversprechend erwiesen. Einen ähnlichen Ansatz verfolgte Antonow bei seiner Transportmaschine An-72, die 1977 zum ersten Mal flog.
Im Sommer 1975 begann man mit dem Zusammenbau von Flügeln und Rumpf. Marconi-Elliots Avionics System lieferte im Februar 1976 das erste elektronische Flugsteuerungssystem, das in Seattle für Labortests verwendet wurde. Die Systeme für das erste Flugzeug folgten im März. Ebenfalls im Februar wurde in Tulalip Bay, nördlich von Seattle, mit der Erprobung eines Flügelstücks und dem CF6-Triebwerk begonnen. Bei den Tests wurden verschiedene Klappenstellungen und Schubkräfte erprobt, die Ergebnisse flossen in die Flugsteuerung mit ein. Die Montage der Triebwerke an den ersten Prototyp erfolgten dann im März 1976, der Rollout fand schließlich am 11. Juni 1976 auf dem Paine Field in Everett bei Seattle vor 2000 geladenen Gästen statt.

### Erprobung
Nach dem Rollout begann das umfangreiche Versuchsprogramm mit dem Flugzeug. Nach ersten Betankungstests sowie Elektroniküberprüfungen wurden die CF6-Triebwerke am 21. Juni zum ersten Mal gestartet. Am 7. Juli wurde mit der Erprobung der elektronischen Flugsteuerung begonnen, nach weiteren Tests zur elektromagnetischen Verträglichkeit, die am 21. Juli beendet worden waren, hob die Maschine mit dem USAF-Kennzeichen 72-1873 am Nachmittag des 9. August 1976 vom Boeing Field zum Jungfernflug ab. Gesteuert wurde die Maschine von Testpilot Raymond L. McPherson von Boeing sowie Major David Bittenbinder von der US-Luftwaffe. Während des anderthalbstündigen Fluges, bei dem vor allem die elektronischen Systeme sowie die Klappen erprobt wurden, erreichte das Flugzeug eine Geschwindigkeit von 300 Kilometern pro Stunde sowie eine Gipfelhöhe von etwa 4500 Metern. Während der Testflüge im September wurden die Auftriebshilfen der YC-14 erprobt sowie die Landeklappen im Flug getestet.
Die Messdaten wurden durch ein Netz von 1125 Messstellen aufgenommen, die Aufzeichnungsgeräte befanden sich im Frachtraum des Flugzeugs. Bei späteren Versuchsflügen waren auch Testingenieure an Bord, so dass die Messergebnisse direkt ausgewertet werden konnten.

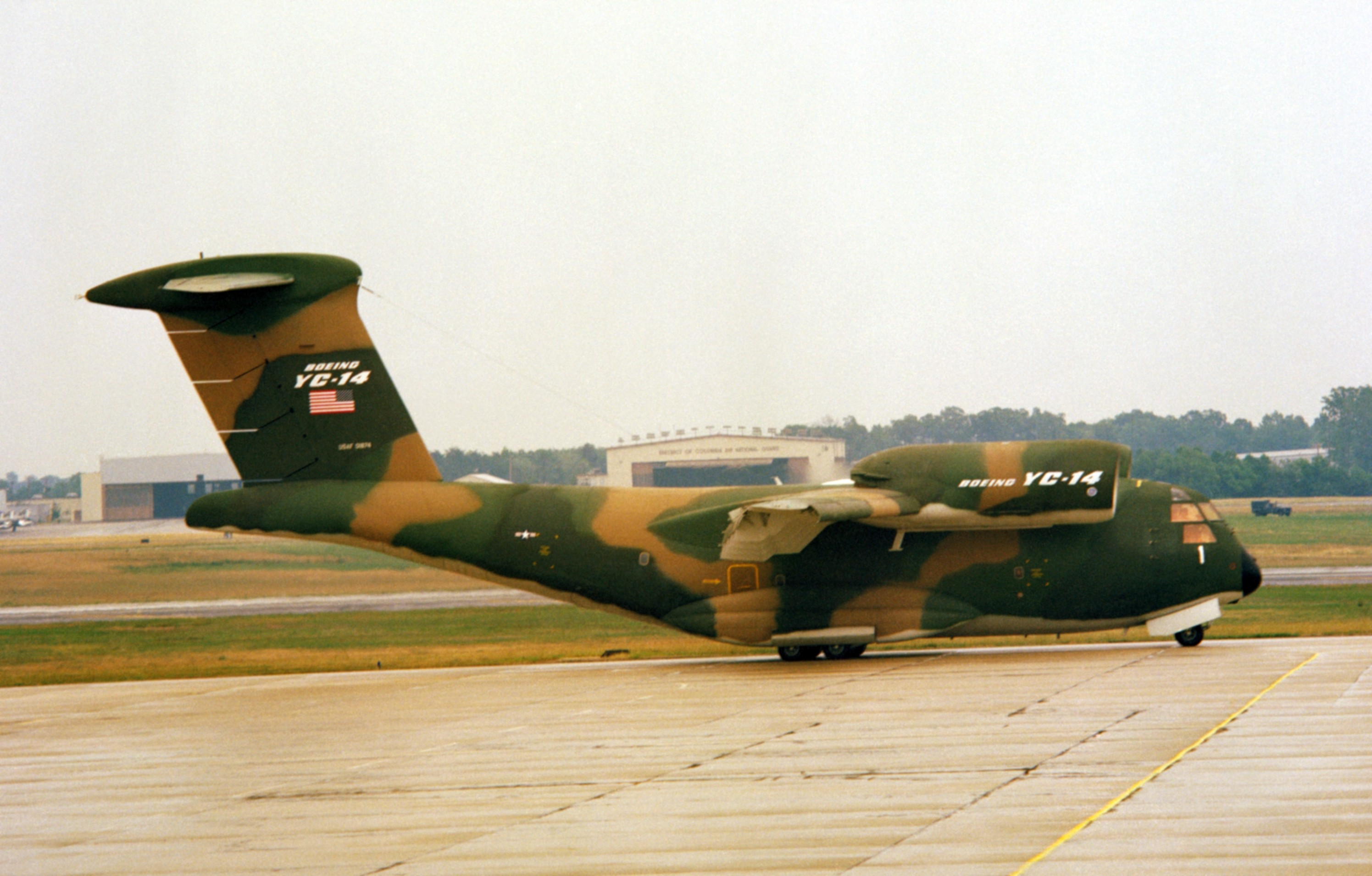
Der zweite Prototyp 1976 auf der Andrews AFB

Das zweite Flugzeug (72-1874) wurde im September 1976 fertiggestellt; der Jungfernflug fand am 21. Oktober statt. Nach Abschluss der Werkserprobungen, bei der kleinere Mängel an den Maschinen beseitigt worden waren, wurden die beiden Prototypen nach etwa 60 Flugstunden am 12. November auf die Edwards Air Force Base in Kalifornien verlegt, wo die weitere Erprobung stattfinden sollte. Am 2. Februar 1977 wurde die erste erfolgreiche Kurzlandung durchgeführt, bis zum April 1977 absolvierten beide Maschinen insgesamt 950 Kurzlandungen, 60 davon auf unbefestigten Pisten. Im unbeladenen Zustand benötigten die Maschinen nur etwa 180 Meter Startrollstrecke. Auch Versuche mit Abwürfen von Paletten sowie Fallschirmspringerdummys aus großer und niedriger Höhe fanden in der Zeit statt. Nach weiteren Beladungsversuchen, die in Yuma stattfanden, ging der zweite Prototyp am 21. Mai 1977 auf große Demonstrationstour nach Europa. Im Vereinigten Königreich sowie in Deutschland und Frankreich wurden bei 78 Vorführungen insgesamt 177 Kurzlandungen durchgeführt, unter anderem auf der Pariser Luftfahrtschau. Bei Beladungsvorführungen wurde auch ein 50 Tonnen schwerer M60-Kampfpanzer an Bord gebracht.
Nach Abschluss der „Europatournee“ wurden dann im August 1977 vier Piloten der NASA auf dem Flugzeug ausgebildet, die später das Quiet Short-Haul Research Aircraft (leises Kurzstrecken-Versuchsflugzeug) fliegen sollten.

### Ende des Projekts

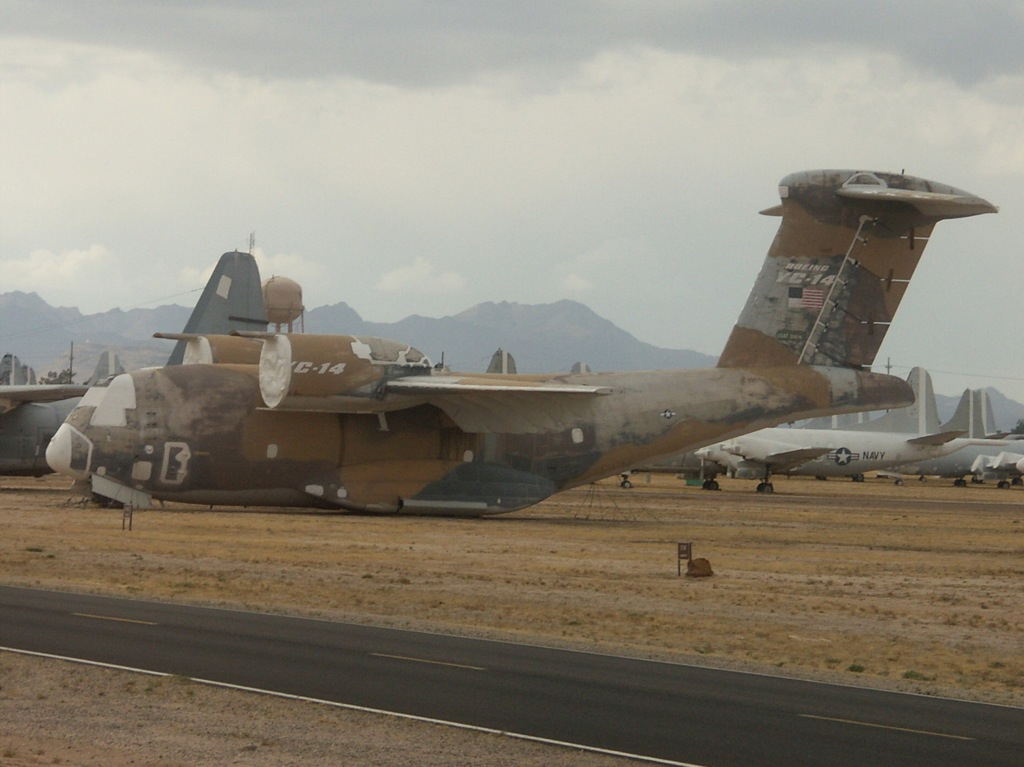
Der zweite Prototyp, eingelagert auf der Davis-Monthan Air Force Base

Nachdem Jimmy Carter 1977 zum Präsidenten gewählt worden war, wurde der Militäretat drastisch gekürzt, was zum Ende des AMST-Programms führen sollte. Die ursprünglich für den Herbst 1977 vorgesehene Wahl eines Gewinners des AMST-Programms wurde zunächst auf das Frühjahr 1978 verlegt, entfiel dann aber mit der Einstellung des Projekts komplett. Das offizielle Ende des Projekts kam am 10. Dezember 1979, die beiden Flugzeuge wurden zuvor noch kurze Zeit von Boeing für Verbesserungen und Vorführungen angemietet.
Beide Flugzeuge existieren noch heute, der erste Prototyp befindet sich im Pima Air & Space Museum nahe Tucson, Arizona (32° 8′ 16,3″ N, 110° 52′ 2,8″ W); der zweite ist in der Nachbarschaft im 309th Aerospace Maintenance and Regeneration Group auf der Davis-Monthan Air Force Base eingelagert (32° 10′ 18,6″ N, 110° 50′ 50,8″ W).

## Technik

### Rumpf
Der 40,13 Meter lange Rumpf mit kreisförmigem, 5,44 Meter messendem Querschnitt wurde in konventioneller Spantenbauweise konstruiert. Er ist mit Aluminiumplatten beplankt, im Heckbereich kommen Verbundwerkstoffe zum Einsatz. Die an der Schulter angesetzten Tragflächen (Schulterdecker) mit einer Spannweite von 39,32 Metern verfügten über einen durchgehenden Flügelholm. Die Beplankung bestand aus 30 Meter langen Blechen mit integralen Versteifungen, wodurch die Teilezahl um 50 Prozent reduziert wurde. Die Flügelfläche betrug 163,7 Quadratmeter. Unter dem hoch angesetzten T-Leitwerk blieb am Rumpfheck genügend Platz für eine große Frachtluke. Der Frachtraum war 18,66 Meter lang, 3,50 bis 3,55 Meter breit und maximal 3,66 Meter hoch. Die Ladekapazität betrug bis zu 36.740 Kilogramm, bei Kurzstart konnten immer noch 12.245 Kilogramm geladen werden.
Das Fahrwerk verfügte über ein lenkbares, zwillingsbereiftes Bugrad, das kurze Hauptfahrwerk mit je zwei zwillingsbereiften Achsen war seitlich am Rumpf angebracht und konnte Landestöße bis zu 4,5 m/s abfangen.
Der erste Prototyp blieb unlackiert, der zweite erhielt den damals typischen Tarnanstrich der United States Air Force, der aus großen Flecken in Hellbraun, Hellgrün und Olivgrau bestand.

### Antrieb, Steuerung und Elektronik
Der Antrieb der Flugzeuge erfolgt durch zwei General Electric CF6-50D-Turbofantriebwerke mit einem Schub von je 214,6 Kilonewton. Die Triebwerke waren rumpfnah sehr weit vor den Flügeln montiert, was den Flugzeugen ein sehr charakteristisches Aussehen gab. Der Schubstrahl der Turbine wurde durch eine schmale, in der Breite durch Klappen verstellbare Düse direkt auf die Flügeloberfläche geleitet. Zur Schubumkehr verfügten die Triebwerke über eine große Leitklappe auf der Oberseite, die den Schubstrom sehr wirksam umleitete.
Direkt hinter den Triebwerken befanden sich große Doppelspaltklappen, die bis zu 70 Grad ausgefahren werden konnten. Durch den Coandă-Effekt blieb der Triebwerksstrom dabei an der Klappenoberfläche „haften“, wodurch sehr hohe Auftriebsbeiwerte erreicht wurden. Die Landeklappen, die ebenfalls als Doppelspaltklappen ausgeführt waren, konnten von 36 bis 58 Grad ausgefahren werden und unterstützten den Auftrieb im Langsamflug oder Kurzstart. Unterstützt wurde dies durch fünf ausklappbare Störklappen sowie über die gesamte Flügelbreite reichende, ausfahrbare Vorflügel. Gleichzeitig konnte an der Flügelvorderkante Triebwerkszapfluft ausgeblasen werden, um die Grenzschicht zu stabilisieren. Insgesamt konnte so eine Steigerung des Auftriebsbeiwertes von etwa 20 Prozent erreicht werden.
Ein großes, dreigeteiltes und doppelt angelenktes Seitenruder erhöhte die Manövrierbarkeit, da besonders ein Triebwerksausfall ein starkes Gieren und eine asymmetrische Auftriebsverteilung verursacht hätte. Das Höhenleitwerk wurde mit negativer V-Stellung sehr hoch über dem Seitenleitwerk angesetzt. Die am äußeren Flügelende angebrachten Querruder konnten zudem noch zur Auftriebserhöhung leicht abgesenkt werden.
Das elektronische Flugsteuerungssystem des britischen Herstellers Marconi-Elliot Avionics System war dreifach redundant ausgelegt, um größtmögliche Sicherheit zu gewährleisten. Das Cockpit verfügte über ein Head-Up-Display, das dem Piloten beim Anflug wichtige Flugzeugdaten direkt im Sichtfeld darstellte. Zusätzlich konnte auf einem Bildschirm im Cockpit bei schlechter Sicht ein Fernsehbild einer Kamera in der Flugzeugnase mit eingeblendeten Flugführungssymbolen angezeigt werden.
Durch die besonderen Auftriebshilfen erreichten die Flugzeuge Landeanfluggeschwindigkeiten von 160 Kilometern pro Stunde und kamen mit 360 Metern Landerollstrecke aus. Die Startrollstrecke lag im beladenen Zustand (77.110 kg Gesamtmasse) bei 305 Metern. Die maximale Startmasse betrug 104.500 Kilogramm, die Landemasse lag mit 102.000 Kilogramm etwas niedriger. Die Höchstgeschwindigkeit der Boeing YC-14 betrug 810 Kilometer pro Stunde (Mach 0,74), die normale Reisegeschwindigkeit lag bei 723 km/h. Die Dienstgipfelhöhe betrug 13.716 Meter, die maximale Steigrate 32 m/s. Die Flugzeuge hatten eine maximale Überführungsreichweite von 4.815 Kilometern sowie einen Einsatzradius von 740 Kilometern.

## Technische Daten

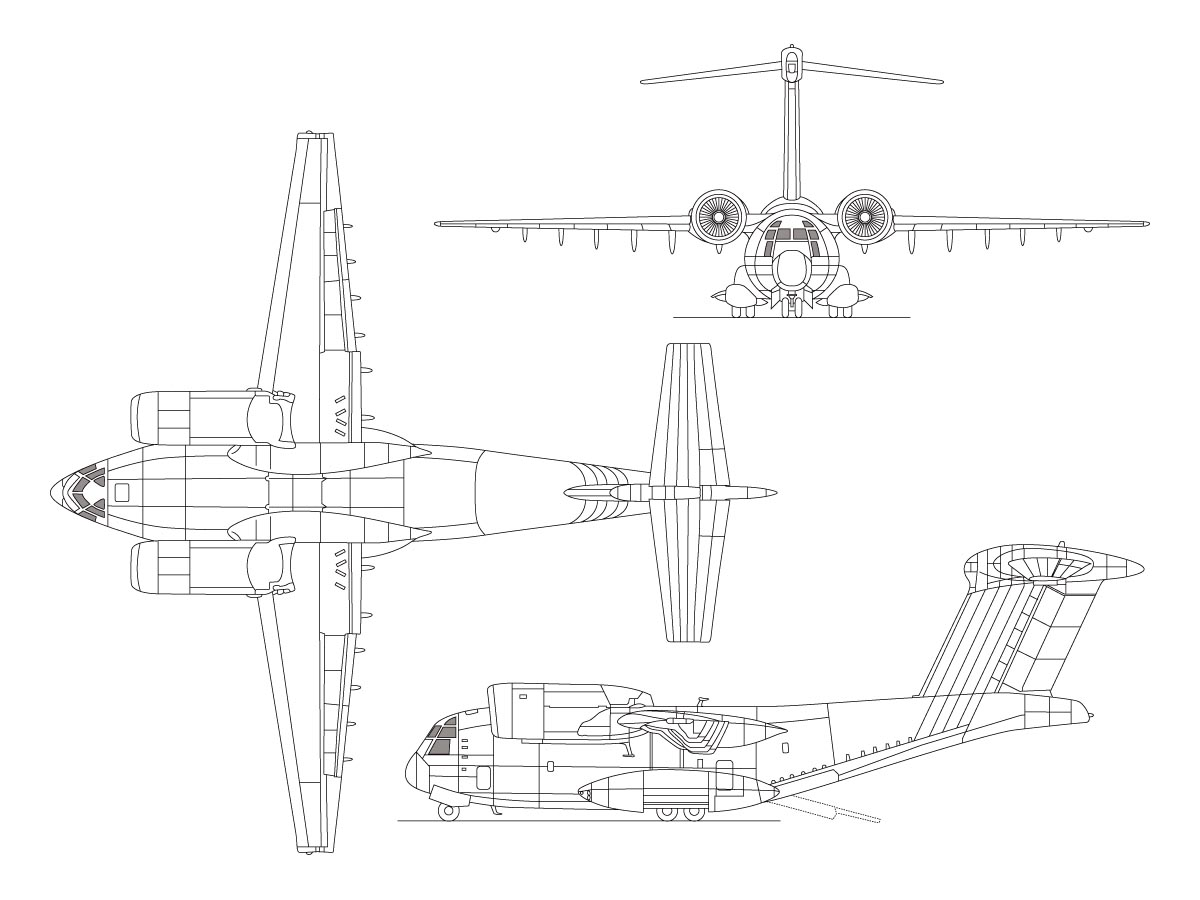
Dreiseitenriss

| Kenngröße             | Daten der YC-14                                              |
| --------------------- | ------------------------------------------------------------ |
| Länge                 | 40,13 m                                                      |
| Spannweite            | 39,32 m                                                      |
| Höhe                  | 14,7 m                                                       |
| Flügelfläche          | 163,6 m²                                                     |
| Flügelstreckung       | 9,5                                                          |
| Leermasse             | 53.297 kg                                                    |
| max. Startmasse       | 113.852 kg (77.111 kg bei STOL)                              |
| Zuladung              | 36.740 kg (12.245 kg bei STOL)                               |
| Höchstgeschwindigkeit | 810 km/h                                                     |
| Reisegeschwindigkeit  | 723 km/h                                                     |
| max. Flughöhe         | 13.715 m                                                     |
| Steigleistung         | 32 m/s                                                       |
| Einsatzradius         | 740 km                                                       |
| Reichweite            | 4815 km                                                      |
| Triebwerke            | zwei General Electric F103 (CF6-50D11) mit je 214,6 kN Schub |